# Sofades
Sofades (in greco Σοφάδες?) è un comune della Grecia situato nella periferia della Tessaglia (unità periferica di Karditsa) con 21759 abitanti secondo i dati del censimento 2001
A seguito della riforma amministrativa detta Programma Callicrate in vigore dal gennaio 2011 che ha abolito le prefetture e accorpato numerosi comuni, la superficie del comune è ora di 721 km² e la popolazione è passata da 6045 a 21759 abitanti